# The Exodus Decoded
The Exodus Decoded (El Éxodo descifrado en España, El Éxodo descodificado en Hispanoamérica) es un documental dirigido por Simcha Jacobovici y producido y narrado parcialmente por James Cameron. Fue estrenado el 16 de abril de 2006 en Canadá, el 20 de agosto en Estados Unidos, el 1 de octubre en México y la noche del 25 de diciembre en España.

## Contenido
El film sostiene la tesis de que hay evidencias científicas del relato contenido en el libro bíblico del Éxodo. En base a una serie de evidencias, alega que los hicsos  de las fuentes históricas, son los hebreos, que el faraón que sufrió las plagas es Ahmose I y que los hechos acaecieron a finales del siglo XVI a. C., en el comienzo del Imperio Nuevo. 
La estructura de la película consiste en una serie de evidencias, señaladas con letras al modo de un proceso judicial, y de una prueba final que cierra el alegato. Estas incluyen, entre otras, una plegaria escrita en roca por un supuesto esclavo hebreo en una mina egipcia en la cual ruega al dios cananeo El, una inscripción egipcia referida a una tempestad y lo que puede interpretarse como un período de oscuridad y diversos objetos de la civilización minoica encontrados en las islas griegas que, según el autor, corresponden a artesanos egeos vinculados a la tribu hebrea de Dan.
Las diez plagas, sostiene el documental, habrían sido desencadenadas por la erupción del volcán de Santorini. Este fenómeno es datado por los vulcanólogos en el siglo XVII a. C. (ca. 1620 a. C.) y por los arqueólogos en el siglo XVI a. C. Por lo tanto, la erupción habría generado fenómenos naturales interpretados como acciones divinas. Por ejemplo,  la transformación del agua del Nilo en "sangre" se debería a la presencia de minerales de hierro y la muerte de los primogénitos habría sido causada por asfixia, debida a que éstos, según Jacobovici, tenían el privilegio de dormir en camas y no en otros sitios como los balcones o tejados de las casas. Ya otros autores, como Isaac Asimov, habían intentado explicar a las plagas como una reacción en cadena de catástrofes naturales, sin embargo en estos casos no se defiende la estricta historicidad de los hechos, sino la base histórica de las leyendas.
El documental menciona también el error de traducción que confunde al mar Rojo con las marismas conocidas como mar de los Juncos, algo ya mencionado por autores desde el siglo XVIII (aunque Jacobovici lo presenta como un descubrimiento reciente), y lo explica como una bajada del nivel de las aguas debida a un movimiento tectónico y un posterior tsunami.
Finalmente, el documental niega que el monte Sinaí corresponda a la ubicación tradicional, sino con otra montaña de la península, en el cual existe una explanada capaz de albergar al pueblo hebreo, pastos para sus animales domésticos y una grada desde la que Moisés se habría dirigido al pueblo.

## Evidencias presentadas
El documental presenta una serie de hallazgos arqueológicos y los interpreta como apoyo de sus tesis. Entre otras aparecen las siguientes:

### Egipcias
- La expulsión de los Hicsos: Jacobovici sugiere que los Hicsos y los hebreos eran el mismo pueblo, tesis que apoya con material egipcio, sellos-anillos descubiertos en la capital de los Hicsos, Avaris, con la inscripción "Yakov / Yakub", similar al nombre del patriarca hebreo mencionado en la Biblia Jacob (Ya'aqov).
- La Estela de Amosis I: También llamada Estela de la Tormenta, la cual fue descubierta en Karnak por Henri Chevalier en 1947. Esta estela menciona una gran tormenta durante el reinado de Amosis que se interpreta como un relato de la erupción de Thera.
- Amosis I : Jacobovici sugiere que el nombre del faraón en el momento del Éxodo puede haber sido un juego de palabras (paronomasia) con el de Moisés. Afirma que el nombre egipcio Ahmosis significaría, en hebreo, "Hermano de Moisés". El documental también menciona la momia del hijo de Ahmosis, Ahmés Sapair, quien parece haber muerto a la edad de 12 años, por lo cual lo identifica con el primogénito del Faraón, muerto durante la "décima plaga".
- Serabit el-Khadim (Mina de turquesas): Se trata de un campo de trabajo en el Sinaí con una inscripción protoalfabética que, según el documental, se traduce: Oh, El, líbrame de estas minas. El es  el nombre del dios supremo del panteón cananeo y, para Jacobovici, el texto fue escrito por algún esclavo hebreo antes de la revelación del Nombre Divino. Si bien esta inscripción no tiene fecha, algunos estudiosos afirman que es de alrededor del 1500 a. C.

### Micénicas

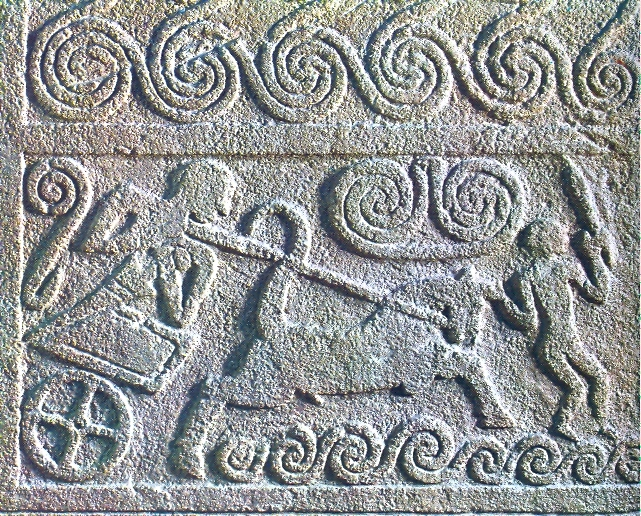
Lápida o estela de piedra hallada en una Tumba de Fosa de Micenas. Según el documental, representa una escena del Éxodo.

- Lápidas, Jacobovici sugiere que tres de las lápidas de las Tumbas del Círculo A, en Micenas, ilustran el cruce del mar por los israelitas. Su interpretación se basa en particular en una de ellas la cual presenta la imagen de un guerrero montado en un carro que persigue a un hombre a pie, el cual porta un objeto largo y recto; para el realizador, el guerrero es Ahmosis, el fugitivo, Moisés y el objeto alargado la vara de Aarón. Las curvas y volutas en torno a la escena corresponderían al mar que se abre. La interpretación usual de esta escena, sin embargo, es la de una carrera de carros o una escena de combate.

- Ornamento de oro. Se trata de una joya excavada en el mismo lugar que, para Jacobovici, representa el Arca de la Alianza con el Tabernáculo como fondo.

La presencia de iconografía relacionada con las tribus de Israel en un contexto micénico es explicada por el autor con la conjetura de que la Tribu de Dan emigró al Peloponeso después del Éxodo, lo que fundamenta en el nombre étnico dánaos dado por Homero.

## Crítica
Las afirmaciones del documental han sido criticadas por algunos eruditos de la biblia tanto por la evidencia presentada como por las conclusiones y la metodología empleada. Además, algunos de los estudiosos entrevistados por Jacobovici consideran que sus respuestas fueron editadas o sacadas de contexto. Entre las críticas se puede mencionar el uso de argumentos circulares, el encadenamiento de suposiciones, la manipulación de fechas (como la erupción de Thera y el reinado de Ahmosis I), las etimologías erróneas y la interpretación tendenciosa de monumentos, inscripciones o leyendas. El profesor de Biblia y estudios judíos, doctor Ronald Hendel, de Berkley, escribió:

El documental televisivo, "The Exodus Decoded", comienza con algunos excelentes efectos especiales y un extracto de "The Raiders of the Lost Ark". Esta introducción prepara el escenario para un espectáculo de ritmo veloz y con altos estándares  de producción y material dramático. Desafortunadamente, a diferencia de la película de Indiana Jones, se presenta como no ficción. Verlo es una reminiscencia de un costoso infomercial, en el cual el actor-vendedor hace afirmaciones cada vez más exageradas sobre su producto: te hace perder peso, agrega músculo y te hace rico de pronto. En este caso, el actor-director está vendiendo un conjunto muy dudoso de teorías sobre la veracidad histórica y científica del éxodo bíblico.
Ronald Hendel, University of California, Berkeley

En referencia a cada una de las evidencias, los arqueólogos e historiadores que han comentado el documental explican que han sido sacadas de contexto, mal interpretadas o presentadas de manera sesgada. Los eruditos bíblicos, excepto aquellos que defienden posturas fundamentalistas, comentan que la lectura bíblica del documental es ingenua y no recoge los avances hechos por la crítica en los últimos dos siglos.